# Euzhan Palcy
Euzhan Palcy (Fort-de-France, 13 gennaio 1958) è una regista e produttrice cinematografica francese di origine martinicana.

## Biografia
Si appassiona subito al mondo del cinema e a soli diciassette anni firma per la televisione del suo paese il telefilm La Messagère. Subito dopo si trasferisce a Parigi, frequentando l'Università della Sorbona e la scuola di cinema Louis Lumiere. 
Paladina dei diritti della gente del suo paese, elabora l'idea di realizzare un film che possa descrivere le sofferenze e i travagli degli abitanti della Martinica. Trova un valido soggetto nella trama del romanzo di Joseph Zobel, Rue cases negres, e un appoggio determinante nel regista francese François Truffaut. Il film esce nel 1983 e viene accolto positivamente dalla critica. Vince anche il leone d'argento al festival del cinema di Venezia. 
Specializzata in trasposizioni cinematografiche di opere letterarie, realizza nel 1989 Un'arida stagione bianca (A dry white season), tratta dal romanzo di André Brink. Il film si avvale di un cast importante, che fa perno su Marlon Brando, Donald Sutherland e arandon. Euzhan Palcy diviene così la prima regista di colore a essere scelta da Hollywood.
Negli anni seguenti il suo impegno per la causa degli afroamericani e dei martinicani diviene preponderante. Nel 1994 realizza tre documentari sulla figura del poeta martinicano Aimé Césaire. Dieci anni dopo riceve l'ambita Legion d'onore. Nel 2005 realizza il documentario Parcours de dissidents, sui soldati delle Antille francesi che hanno partecipato alla seconda guerra mondiale.

## Filmografia

### Regista

#### Cinema
- Via delle capanne negre (Rue Cases-Nègres) (1983)
- Un'arida stagione bianca (A Dry White Season) (1989)
- Siméon (1992)

#### Televisione
- The Messenger - film TV (1975)
- Aimé Césaire, une voix pour l'histoire - serie TV, 3 episodi (1995)
- The Wonderful World of Disney - serie TV, episodio 1x16 (1998)
- Il massacro di Attica (The Killing Yard) - film TV (2001)
- Parcours de dissidents - film TV (2006)
- Les Mariées de l'isle Bourbon - miniserie TV (2007)

### Sceneggiatrice

#### Cinema
- Via delle capanne negre (Rue Cases-Nègres), regia di Euzhan Palcy (1983)
- Dionysos, regia di Jean Rouch (1984)
- Un'arida stagione bianca (A Dry White Season), regia di Euzhan Palcy (1989)
- Siméon, regia di Euzhan Palcy (1992)

#### Televisione
- The Messenger, regia di Euzhan Palcy - film TV (1975)
- Aimé Césaire, une voix pour l'histoire - serie TV, 3 episodi (1995)
- Parcours de dissidents, regia di Euzhan Palcy - film TV (2006)
- Les Mariées de l'isle Bourbon - miniserie TV (2007)

### Produttrice

#### Cinema
- Siméon, regia di Euzhan Palcy (1992)

#### Televisione
- The Messenger - film TV (1975)
- Aimé Césaire, une voix pour l'histoire - serie TV (1995)
- The Wonderful World of Disney - serie TV, episodio 1x16 (1998)

## Riconoscimenti
- Mostra internazionale d'arte cinematografica
  - 1983 – Leone d'argento per la migliore opera prima per Via delle capanne negre
  - 1983 – Premio UNICEF per Via delle capanne negre
  - 1983 – Premio OCIC per Via delle capanne negre
- Premio César
  - 1984 – Migliore opera prima per Via delle capanne negre
- National Coalition of 100 Black Women
  - 1990 – Candace Award per l'innovazione
- Festival di Cannes
  - 2001 – Sojourner Truth Award
- American Bar Association
  - 2002 – Silver Gavel Award
- Premio Oscar
  - 2023 – Oscar onorario[1]